# Trikordér
Trikordér je fiktivní příruční multifunkční zařízení, které se vyskytuje ve světě Star Treku. Slouží k rychlému získávání, analýzám a ukládání dat, přičemž kromě univerzálního trikordéru existují také specializované verze pro lékařské a inženýrské účely.
Samotné slovo trikordér vzniklo složením z předpony tri (tři) a anglického recorder (zapisovač), protože zařízení plnilo tři hlavní snímací funkce: geologickou, biologickou a meteorologickou. Trikordér jako rekvizitu pro původní seriál Star Trek navrhl a vyrobil Wah Ming Chang.

## Typy
Každá důležitá rasa ve světě Star Treku (Klingoni, Romulani, Vulkánci) má svůj vlastní unikátní univerzální přístroj, který plní stejnou úlohu jako federační trikordér, nicméně o jejich funkcích toho není mnoho známo. Kdo a kdy, ve Federaci vynalezl trikordér, se neví, nicméně první zaznamenané použití spadá do roku 2151 a od té doby prošlo zařízení mnoha úpravami ve vzhledu i funkčnosti.

### Univerzální trikordér
Trikordér se poprvé objevil v první sezóně původního seriálu Star Trek. Měl černou barvu, rozměry zhruba 10x20 cm a byl rozdělen na tři části: v horní otočné části se nacházel displej a ovládací prvky, ve dvoukomorové střední části datové čipy a ve spodní otevíratelné části ruční senzor. Těžší verze trikordéru měla tvar pistole, kde senzorová část byla umístěna v prostoru hlavně. Účelem toho přístroje bylo hledání kontaminace způsobené plyny a nerostnými látkami, a také zaznamenávání radiace a změn tlaku v atmosféře .
Postupem času byl trikordér upravován. V 70. letech 23. století se objevuje nová verze, která je menší než původní zařízení, a kontrolní prvky a displej se nachází pod sklopným víkem v horní části. V 80. letech pak vznikají hned dvě verze trikordéru: typ A ve tvaru pistole pro výsadky, typ B se vrací k vzhledu ze seriálu, má černo-stříbrný design s popruhem pro nošení a ovládací prvky v dolní polovině zařízení.
V 60. letech 24. století se pak objevuje nejznámější trikordér, tentokrát již pod označením TR-560 Tricorder VI. Je to šedá krabička, jejíž spodní část se musí vyklopit, aby byly k dispozici ovládací prvky a malý čtvercový displej v horní části. Kromě stejných funkcí jako předchůdce obsahuje také malý ruční senzor, díky kterému zařízení může komunikovat i s počítači, které nefungují na systémech Federace. Na začátku 70. let se pak objevuje verze TR-580 Tricorder VII, která se příliš neliší od verze VI a tyto drobná vylepšení se objevují i v následujících letech v dalších verzích. Poslední výrazná změna spadá do roku 2379, kdy trikordér dostává vzhled PADDu: téměř celý povrch tvoří velký dotykový displej, na kterém se zobrazují informace, pouze v horní části je několik ovládacích prvků a světelných indikátorů.

### Lékařský trikordér
Lékařský trikordér má stejný vzhled jako v té době používaný univerzální trikordér, ale navíc je lépe softwarově a technologicky vybaven, má ruční snímač, holografické diody a dokáže vytvořit silové pole.
Na lodi USS Kelvin roku 2233 byl lékařský trikordér velké ploché zařízení velikosti tácu s popruhem po straně pro snadné přenášení. V alternativní realitě roku 2258 se trikordér skládá ze snímací čtečky a vlastního zařízení, které je bílé, modrý kulatý displej je v horní a ovládací prvky ve spodní části. Znovu se pak lékařský trikordér objevuje v 70. letech 24. století, kdy je vybaven také univerzálním překladačem a je schopen detekovat tlumící pole. Model založený na typu TR-590 Tricorder X je používán od 80. let 24. století, má rozměry 7,6 × 9,8 × 3,2 centimetrů a je vybaven alfanumerickým displejem.

## Trikordér ve skutečném světě
Existuje software, který zařídí, aby se příruční komunikační zařízení chovalo jako trikordér. Příklady zahrnují Jeff Jetton's Tricorder pro PalmPilot, a webové aplikace pro Pocket PC, iPhone a iPod Touch, a verzi pro Android.
Společnost Vital Technologies prodávala v roce 1996 přenosné zařízení nazvané "Official Star-Trek Tricorder Mark 1". Obsahovalo elektromagnetický měřič pole, teploměr, barometr, kolorimetr, světelný měřič vzdálenosti, hodiny a stopky. Mluvčí společnosti tvrdil, že se jedná o "seriózní vědecký přístroj". Vital Technologies měla v plánu prodat pouze omezený počet 10 tisíc kusů, ale do stáhnutí se z trhu neprodala ani tento počet výrobků. Společnosti bylo povoleno užít název trikordér, protože smlouva s Genem Roddenberrym obsahovala doložku, podle které mohla každá společnost schopná vytvořit fungující technologie ze Star Treku používat toto jméno.
10. května 2010 Nadace X Prize spolu s firmou Qualcomm vyhlásili Tricorder X Prize o 10 milionů dolarů pro toho, kdo dokáže vyrobit mobilní zařízení, které dokáže diagnostikovat pacienta stejně dobře nebo lépe jak diplomovaný doktor a diagnostikovat 15 vybraných základních nemocí. 12. ledna 2012 byla soutěž oficiálně otevřena na 2012 Consumer Electronics Show v Las Vegas. Jedním z prvních startujících se stala společnost ze Silicon Valley Scanadu, která pod vedením Waltera De Brouwera začala na projektu pracovat již začátkem roku 2011.
V roce 2012 oznámil výzkumný vědec doktor Peter Jansen, že sestrojil příruční mobilní počítačové zařízení po vzoru trikordéru. Jeho systém je založen na Linuxu, dokáže změřit teplotu, tlak, vlhkost, provádět elektromagnetická a poziční měření. Jansen na svém výtvoru pracuje od roku 2007 a na svých stránkách pravidelně uveřejňuje veškeré technické nákresy, aby si tak každý mohl vyrobit svůj trikordér sám.
Google provozuje pod názvem Trikordér interně platformu (v open source verzi Shipshape), která do workflow jeho zaměstnanců integruje statickou analýzu kódu, zjednodušuje opravu chyb a usnadňuje zpětnou vazbu programátorů k analyzátoru.